# Mohamadou Idrissou
Mohamadou Idrissou (ur. 8 marca 1980 w Jaunde) – kameruński piłkarz, występujący na pozycji napastnika. Zawodnik klubu FC Kufstein.

## Kariera klubowa
Idrissou profesjonalną karierę rozpoczynał w Racing Bafoussam. Następnie grał w Cotonsport Garoua. W 2000 roku trafił do niemieckiego FSV Frankfurt. Rozegrał tam osiemnaście spotkań i zdobył piętnaście bramek. Po zakończeniu sezonu odszedł do SV Wehen Wiesbaden.
W 2002 roku został zawodnikiem pierwszoligowego Hannoveru 96. W Bundeslidze zadebiutował 11 sierpnia 2002, w przegranym 1-2 pojedynku z Hamburgerem SV. Łącznie na koniec rozgrywek zaliczył dziesięć trafień, a jego zespół uplasował się na jedenastej pozycji w lidze. W drugim sezonie rozegrał tam 26 ligowych spotkań i strzelił cztery gole. Wywalczył z klubem także czternastą lokatę w lidze. W sezonie 2004/05 stracił miejsce w składzie i po rozegraniu czterech ligowych spotkań, zimą 2005 powędrował na wypożyczenie do francuskiego SM Caen. Ani razu nie wystąpił tam w Ligue 1, w efekcie czego powrócił do Hannoveru. Spędził tam jeszcze jeden sezon i odszedł do drugoligowego MSV Duisburg.
W nowym klubie szybko wywalczył sobie miejsce w wyjściowej jedenastce, stając się podstawowym zawodnikiem drużyny. Na koniec sezonu zajął ze swoją ekipą trzecią pozycję w lidze i awansował do Bundesligi. W najwyższej klasie rozgrywkowej grał tylko przez pół roku, gdyż zimą 2008, Idrissou odszedł do drugoligowego SC Freiburg. Po upłynięciu kontraktu piłkarz przeszedł do innej drużyny Bundesligi, Borussia Mönchengladbach. W 2011 roku został zawodnikiem Eintrachtu Frankfurt. Następnie grał w 1. FC Kaiserslautern, Maccabi Hajfa i Shkëndiji Tetowo. W 2015 przeszedł do KFC Uerdingen 05. Jego zawodnikiem był do stycznia 2017.
Potem grał w austriackich drużynach ÖTSU Hallein oraz FC Kufstein.
| Sezon   | Klub                     | Kraj               | Rozgrywki         | Mecze | Bramki |
| ------- | ------------------------ | ------------------ | ----------------- | ----- | ------ |
| 1998    | Racing Bafoussam         | Kamerun            | Première Division | 24    | 7      |
| 1999    | Cotonsport Garoua        | Kamerun            | Première Division | 24    | 7      |
| 2000    | Cotonsport Garoua        | Kamerun            | Première Division | ?     | ?      |
| 2000/01 | FSV Frankfurt            | Niemcy             | Regionalliga      | 18    | 15     |
| 2001/02 | SV Wehen Wiesbaden       | Niemcy             | Regionalliga      | 31    | 13     |
| 2002/03 | Hannover 96              | Niemcy             | Bundesliga        | 30    | 10     |
| 2003/04 | Hannover 96              | Niemcy             | Bundesliga        | 26    | 4      |
| 2004/05 | Hannover 96              | Niemcy             | Bundesliga        | 4     | 0      |
| 2004/05 | SM Caen                  | Francja            | Ligue 1           | 0     | 0      |
| 2005/06 | Hannover 96              | Niemcy             | Bundesliga        | 4     | 0      |
| 2006/07 | MSV Duisburg             | Niemcy             | 2. Bundesliga     | 33    | 8      |
| 2007/08 | MSV Duisburg             | Niemcy             | Bundesliga        | 12    | 0      |
| 2007/08 | SC Freiburg              | Niemcy             | 2. Bundesliga     | 13    | 3      |
| 2008/09 | SC Freiburg              | Niemcy             | 2. Bundesliga     | 31    | 13     |
| 2009/10 | SC Freiburg              | Niemcy             | Bundesliga        | 30    | 9      |
| 2010/11 | Borussia Mönchengladbach | Niemcy             | Bundesliga        | 33    | 5      |
| 2011/12 | Eintracht Frankfurt      | Niemcy             | 2. Bundesliga     | 26    | 14     |
| 2012/13 | 1. FC Kaiserslautern     | Niemcy             | 2. Bundesliga     | 32    | 17     |
| 2013/14 | 1. FC Kaiserslautern     | Niemcy             | 2. Bundesliga     | 29    | 13     |
| 2014/15 | Maccabi Hajfa            | Izrael             | Ligat ha’Al       | 5     | 0      |
| 2014/15 | Shkëndija Tetowo         | Macedonia Północna | Prwa Liga         | 5     | 0      |
| 2015/16 | KFC Uerdingen 05         | Niemcy             | Oberliga          | 22    | 9      |
| 2016/17 | KFC Uerdingen 05         | Niemcy             | Oberliga          | 0     | 0      |

## Kariera reprezentacyjna
W reprezentacji Kamerunu Idrissou zadebiutował 11 lutego 2003 w przegranym 0:3 meczu z Wybrzeżem Kości Słoniowej. W tym samym roku został powołany do kadry na Puchar Konfederacji. Kamerun zajął 2. miejsce w tym turnieju, a Idrissou zagrał na nim we wszystkich spotkaniach Kamerunu – z Brazylią (1:0), Turcją (1:0), Stanami Zjednoczonymi (0:0), Kolumbią (1:0) oraz w finale z Francją (0:1).
Idrissou uczestniczył też w trzech edycjach Pucharu Narodów Afryki: w 2004, 2008 i 2010 roku (w ostatnim turnieju strzelił gola).
W 2010 roku znalazł się w składzie na mistrzostwa świata, podczas których zagrał w 3 meczach. Z tamtego turnieju Kamerun odpadł po fazie grupowej.
W latach 2003–2014 w drużynie narodowej Idrissou rozegrał 39 spotkań i zdobył 6 bramek.